# Дозорщик тёмнолобый

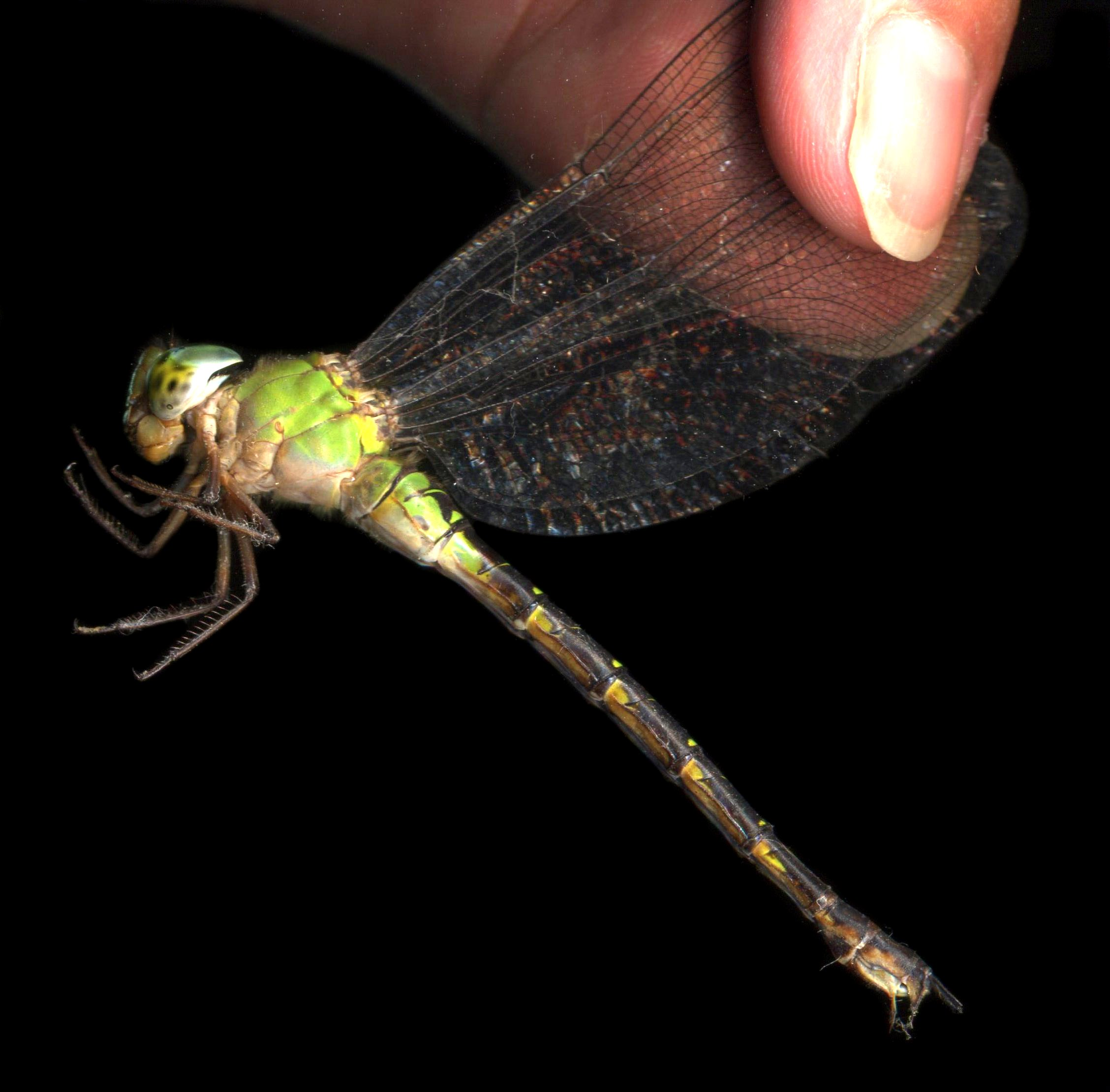
Самка

Дозорщик тёмнолобый, или дозорщик июльский, или дозорник партенопы, (лат. Anax parthenope) — стрекоза из семейства коромысловых (Aeshnidae).

## Описание
Крупная стрекоза с характерным для представителей семейства обликом. Длина 62—75 мм, брюшко 46—53 мм, заднее крыло 44—51 мм. Бока груди зеленовато-голубого цвета. Брюшко с чёрным рисунком — у самцов голубое, у самок зеленоватое. Лоб в основании с треугольным пятном чёрного цвета. лаза крупные, соприкасаются на затылке. Тёмная полоса, проходящая по верхней стороне лба снаружи от голубого поперечного пятна всегда непрерывная и относительно широкая. Перепоночка одноцветная, беловатая либо светло-серая. У самки яйцеклад короткий, его задний конец не заходит за конец последнего сегмента брюшка.

## Ареал
Распространён на большей части южной и центральной Европы, включая большинство средиземноморских островов, по всей Азии до Японии, на Корейском полуострове, в Китае и в Северной Африке. Был найден на Канарских островах и архипелаге Мадейры. Ареал вида распространяется на север — впервые отмечен в Великобритании в 1996 году. Ареал включает Южную и Центральную Россию, Сибирь, Дальний Восток.
На Украине зарегистрирован в Киевской, Полтавской, Одесской, Херсонской, Донецкой областях. Обитает в Крыму.

## Биология
Предпочитает стоячие водоёмов, нередко крупные и глубокие, обычно с хорошо развитой и богатой растительностью. Сидя стрекозы принимают вертикальную позу со свисающим вниз брюшком. Время лёта: конец мая — октябрь (ноябрь). Личинки развиваются в озерах, в том числе с соленой водой. Относится к числу теплолюбивых видов.